# جغرافيا أيسلندا
أيسلندا، دولة جزرية علي شمال المحيط الأطلسي والمحيط الشمالي المتجمد، شرق جرينلاند وجنوب الدائرة القطبية الشمالية، فوق الحدود المتباعدة لشمال وسط المحيط الأطلسي الشمالي، تابعة لأوروبا على الرغم من أنها تقع على الصفيحتين الجيولوجيتين لكلتا القارتين. علي بعد حوالي 860 كم من اسكتلندا و4200 كم من مدينة نيويورك. اقرب مسافة بينها وبين أوروبا القارية هي 970 كم عن النرويج. تعتبر حدود أيسلندا واحدة من أكثر البلدان كثافة سكانية في العالم، هي في الترتيب الثامن عشر من حيث المساحة، ثاني أكبر جزيرة في أوروبا بعد بريطانيا العظمي، وسكانها من جميع البلاد تقريبا. هي الدولة الواقعة في اقصي غرب أوروبا ويغطي فيها الجليد مساحة أكبر من مساحة أراضي أوروبا القارية. يوجد في أيسلندا حوالي 30 جزيرة صغيرة. الحجم الكلي هو 103,125 كم مربع. تبلغ مساحتها الاقتصاديه الحصريه 75145 كم مربع. تبلغ مساحة الجزيرة الرئيسية 101,826 كيلومتر مربع، إلا أن المساحة الكلية للبلاد تقدر بنحو 103,000 كم مربع.

## الإحصاء

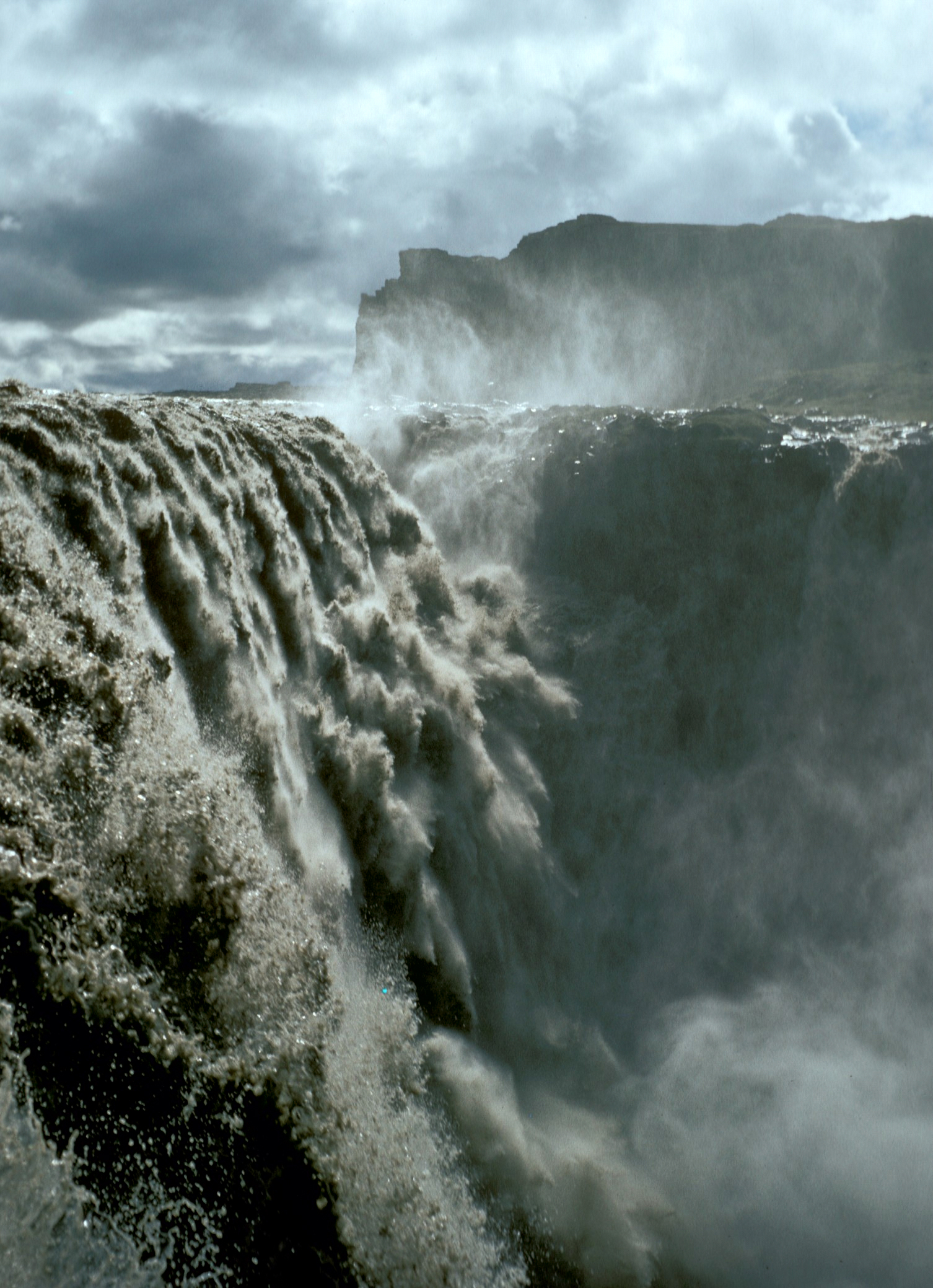
شلال ديتيفوس في شمال شرق آيسلندا. يعد أكبر شلالات أوروبا من حيث حجم التدفق، حيث يصل معدل تدفق المياه نحو 200 م^{3}/ثانية.

أيسلندا، دولة جزرية في شمال أوروبا، وتمتد على صفائح أوروبا وآسيا وأمريكا الشمالية بين بحر جرينلاند وشمال المحيط الأطلسي، شمال غرب الجزر البريطانية.
المدى (المواقع خارج البر الرئيسي بين قوسين)
الشمال: ريفستانجي، 66 ° 32′3 "شمالاً (كولبينسي، 67 ° 08,9 شمالاً)
الجنوب: كوتلوتانجي، 63 ° 23′6 "شمالاً (سورتسي، 63 ° 17,7 شمالاً)
الغرب: Bjargtangar، 24 ° 32′1 "W
الشرق: غيربير، 13 ° 29-6 "غربًا (هفالباكور، 13 ° 16,6 غربًا)
المنطقة:
مجموع مساحة أيسلندا: 103,125 كم مربع.
اليابسة: 100,329 كيلومتر مربع.
المياه: 2,796 كيلومتر مربع.
الساحل
أيسلندا لديها خط ساحلي من 4,970 كم.
المطالبات البحرية:
المياه الإقليمية تمتد مسافة 12 ميلا بحريا: المنطقه الاقتصاديه الخاصة تمتد مسافة 200 ميل بحري: الإفريز القاري الصخري يمتد إلي 200 ميل بحري أو حتي إلي حافة الهامش القاري.
أقصى درجات الارتفاع:
أدني الارتفاعات: تنخفض أدني نقطة من أراضي أيسلندا، إلي مستوي سطح البحر، علي ساحل المحيط الأطلسي، في بحيرة ثينجفيلر.
أعلاها قمة هفانادالشنوكور ويبلغ ارتفاعها 2110 مترا، فوق مستوي سطح البحر، علي جبل فاتناجوكول الجليدي.
الموارد الطبيعية 
الأسماك، الطاقة الكهرومائية، الطاقة الحرارية، والقواقع.

## استخدام الأراضي
إحصائيات عام 2012
الأراضي الصالحة للزراعة: 1.21%
محاصيل دائمة: 0%
اغراض أخرى: 98.79%
إحصائيات عام 2011
إجمالي موارد المياه المتجددة 170 كم مكعب.
كمية استهلاك المياه الاستهلاك المحلي 49%، الاستهلاك الصناعي 8%، الاستهلاك الزراعي 42%.
المجموع: 0.17 كم مكعب/ سنة.
نصيب الفرد حسب إحصائيات عام 2005: 539,2 متر مكعب/ عام.
المخاطر الطبيعية
البراكين، والزلازل، والانهيارات الثلجية، والفيضانات الجليدية، فيضان البحيرة.
البيئة - القضايا الحالية
تلوث المياه من جريان الأسمدة؛ عدم كفاية معالجة مياه الصرف الصحي.

## الجغرافيا الطبيعية
تتكون أيسلندا من ثماني مناطق جغرافية: هم إقليم العاصمة، شبة الجزيرة الجنوبية، الغرب، المضايق الغربية، الشمال الغربي، الشمال الشرقي، الشرق، والجنوب. ويستخدم 20 في المائة من أراضي أيسلندا للرعي، بينما يستخدم 1 في المائة فقط من مساحتها للزراعة. فقدت أيسلندا معظم غاباتها التي كانت في السابق تغطي مناطق واسعة منها، لكن هناك مخطط طموح قيد التنفيذ لإعادة زراعة هذه المناطق مرة أخري. تشير حبوب اللقاح المتحجرة وأوصاف المستوطنين الأوائل إلى أن قبل الاستيطان البشري، الذي يُعتقد الآن أنه حدث منذ حوالي عام 800 فصاعدًا، كانت الأشجار تغطي ما بين ثلاثين وأربعين في المائة من الجزيرة. ومع ذلك لا يوجد اليوم سوي بقع صغيرة من غابات البتولا الاصلية المتبقية، أبرزها Hallormsstaðaskógur و Vaglaskógur. تحتوي دولة أيسلندا على ستة وثلاثين جزيرة. نهر ójórsá هو أطول نهر في الجزيرة على بعد 230 كيلومترًا. يوجد في أيسلندا ثلاث حدائق وطنية: منتزه فاتناجوكول الوطني، ومتنزه سنافيجيلكول الوطني، ومتنزه ثينغفيلير الوطني.
تقع المناطق المأهولة بالسكان على الساحل، خاصة في الجنوب الغربي، في حين أن جميع المرتفعات الوسطى محدودة السكان.
تضاريس الجزيرة في الغالب تتخللها قمم جبلية وحقول جليدية وسواحل عميقة بعيدة عن طريق الخلجان والمضايق.

### المرتفعات

خريطة طبوغرافية لأيسلندا. يمثل اللون البني علي الخريطة الأماكن المرتفعة عن سطح البحر ب 500 متر أو أكثر بالإضافة إلي كتلة مركزية كبيرة غير قابلة للعيش عليها، بينما يمثل اللون الأبيض الأنهار الجليدية.

تسببت البراكين في تشكيل مرتفعات تصل إلي نصف أراضي أيسلندا، وهي من أصل بركاني حديث، بالإضافة إلي انها تتكون من صحراء جبيلة من الحمم البركانية، حيث أن 2,110 متر هو أعلي ارتفاع فوق مستوي سطح البحر، وغيرها من الأراضي القاحلة. المنطقة في الغالب غير مأهولة بالسكان.

### إقليم المضايق
يتكون إقليم المضايق من شبه جزيرة جبلية كبيرة على الساحل الشمالي الغربي لأيسلندا. يتميز الخط الساحلي بالعديد من المضايق البحرية كما يوحي اسمه. تحتوي شبه الجزيرة على أقصى شمال نهر أيسلندا، Drangajökull.

### شبه الجزيرة الجنوبية
تقع شبه الجزيرة الجنوبية، المعروفة أيضًا باسم شبه جزيرة ريكيانيس، في الركن الجنوبي الغربي لأيسلندا. تحتوي المنطقة على القليل من الغطاء النباتي بسبب البركان النشط وحقول الحمم البركانية الكبيرة. توجد الينابيع الساخنة والينابيع الكبريتية في الجزء الجنوبي من شبه الجزيرة، في بحيرة Kleifarvatn ومنطقة Krýsuvík الحرارية الأرضية.

### العاصمة
يعد إقليم العاصمة عاصمة أيسلندا، ريكيافيك، وهي المنطقة الأكثر كثافة سكانية في أيسلندا. تقع على الساحل الجنوبي الغربي للجزيرة بالقرب من شبه الجزيرة الجنوبية. تقع غالبية ريكيافيك في شبه جزيرة سيلتجارنارنس. جبل Esja، على ارتفاع 914 مترًا، هو أعلى جبل بالقرب من ريكيافيك. توجد فيها العديد من الموانئ الطبيعية، وتوفر مناطق جيدة لصيد الأسماك.

### الغرب
يقع في الجزء الغربي من الجزيرة وشمال منطقة العاصمة، في Hvalfjörður المضيق البحري أعلى شلال في أيسلندا، Glymur. الغرب هو أيضا موطن ل Borgarfjörður، المضيق البحري مع النشاط البركاني مثل ديلدارتونغوهفر- وهي منبع قوي. يرتفع جبل هافنارفجال البالغ طوله 804 مترًا فوق المناظر الطبيعية.

### الجنوب
يحتوي الجزء الجنوبي من أيسلندا على بعض البراكين البارزة مثل هيكلا وإيلخا وكاتلا. بالإضافة إلي البراكين، توجد العديد من الأنهار الجليدية مثل فاتناجوكول، ومردسالجوكول وإيجافالاجوكول. تعد أعمدة البازلت والشواطئ الرملية السوداء أمثلة على النشاط البركاني في المنطقة. تحتوي المنطقة أيضًا على سلاسل جبلية وأعلى قمة في أيسلندا، Hvannadalshnjúkur، وكذلك أرخبيل فيستمانايجار (جزر يستمان).

### الشرق
تحتوي أيسلندا الشرقية على غالبية الغابات في الجزيرة والغطاء بتولا.

### الأنهار الجليدية

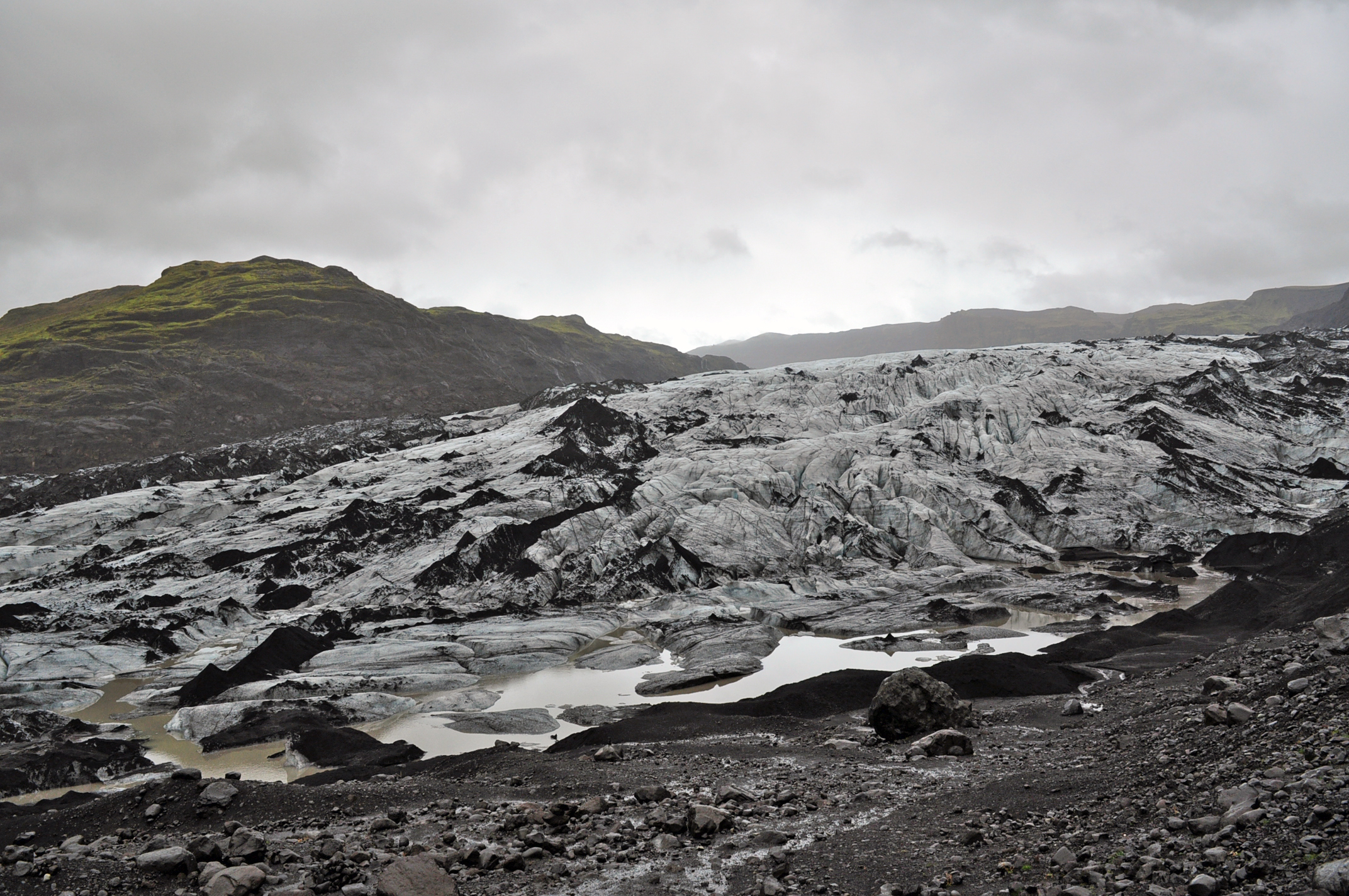
نهر Mýrdalsjökull الجليدي

حوالي 10.2 في المائة من إجمالي مساحة الأرض مغطاة بالأنهار الجليدية، على الرغم من أن هذه المناطق تتراجع الآن بمعدل متسارع. أكبر أربعة أنهار جليدية ايسلندية هي:
- فاتناجوكول (7,764 كيلومتر مربع)
- نهر Langjökull،868 كم²)
- هوفشوكول (827 كم²)
- Mýrdalsjökull (542 كم²)

وتشمل الأنهار الجليدية الأخرى البارزة:
- درانجاجوكول (145 كم²)
- Eyjafjallajökull (145 كم²)
- Tungnafellsjökull (33 كم²)
- risórisjökull (25 كم²)
- Eiríksjökull (21 كم²)
- árándarjökull (16 كم²)
- Tindfjallajökull (11 كم²)
- Torfajökull (10 كم²)
- Snæfellsjökull (10 كيلومتر مربع).

## المناخ

مناطق تصنيف المناخ في أيسلندا

يسبب التأثير المعتدل لتيار الخليج مناخ معتدل يتسم بصيف بارد ورطب وشتاء معتدل نسبيا ولكن عاصف. ريكيافيك لديها متوسط درجة الحرارة في شهر يوليو 12 درجة مئوية وواحد درجة مئوية في شهر يناير. يصنف مناخ كوبن لمناخ المحيط الفرعي، مع تصنيف معظم الجزيرة علي أنها تندرا.

## الجيولوجيا
تتمتع أيسلندا بنشاط بركاني وأرضي حراري واسع النطاق. تمتد الصدع المرتبطة بحوض Mid-Atlantic Ridge، الذي يمثل الانقسام بين الصفائح الأوراسية واللوحات التكتونية لأمريكا الشمالية، عبر أيسلندا من الجنوب الغربي إلى الشمال الشرقي.
هذه الميزة الجغرافية بارزة في منتزه ثينجفيلير الوطني، حيث يخلق الصخور البارزة من النهر مدرجًا طبيعيًا غير عادي. كان الموقع هو مقر البرلمان الأيسلندي، آلينغ، الذي انعقد لأول مرة في عام 930.
من المفاهيم الشائعة الخاطئة أن منتزه ثينجفيلير يقع عند ملتقى لوحات أمريكا الشمالية وأوروبا الآسيوية القارية. هي في الواقع عند ملتقى الصفيحة القارية لأمريكا الشمالية ولوحة أصغر (حوالي 10000 كيلومتر مربع) تسمى صفيحة هريبار. من 1963 إلى 1967، تم إنشاء جزيرة سرتسي على الساحل الجنوبي الغربي عن طريق ثوران بركاني.

### النشاط الجيولوجي

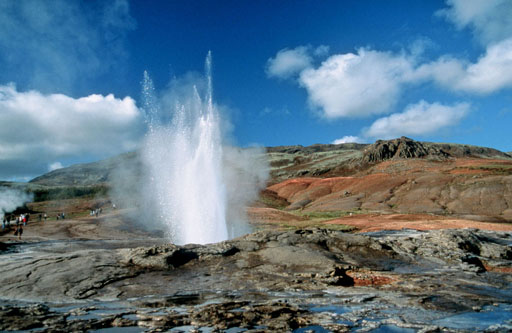
سخان غيسر في هاوكالدور في شمال أيسلندا. أقدم سخان في العالم

أيسلندا هي أرض ناشئة جيولوجيا، تقع الطاقة الحرارية الأرضية في كل من النقاط الساخنة في أيسلندا ووسط المحيط الأطلسي، الذي يمر عبرها مباشرة. فهذا الموقع يدل علي أن الجزيرة نشطة للغاية من الناحية الجيولوجية مع العديد من الزلازل والبراكين، ولا سيما هيكلا وإيلدخا وهيروبريتش وإلدفيل. اندلعت Eyjafjallajökull (1,666 م) في عام 2010، مما عطل حركة النقل الجوي الأوروبية.
يوجد في أيسلندا العديد من ينابيع المياه الحارة، بما في ذلك جيسير، التي أخذت منها الكلمة الإنجليزية السخان.
مع توافر الطاقة الحرارية الأرضية على نطاق واسع، وتسخير العديد من الأنهار والشلالات لتوليد الطاقة الكهرومائية، فإن معظم السكان يحصلون على المياه الساخنة والتدفئة والكهرباء الرخيصة.
تكون الجزيرة في المقام الأول من حيث وجود البازلت، وهي حمم منخفضة من السيليكا مرتبطة بالبراكين المنبعثة كما حدث في هاواي أيضًا. ومع ذلك لدى أيسلندا مجموعة متنوعة من الأنواع البركانية (المركبة والفجوة)، حيث ينتج الكثير منها حمم أكثر تطوراً مثل الريوليت والانزيت. أيسلندا لديها المئات من البراكين مع ما يقرب من ثلاثين من النظم البركانية النشطة.

## المعرض

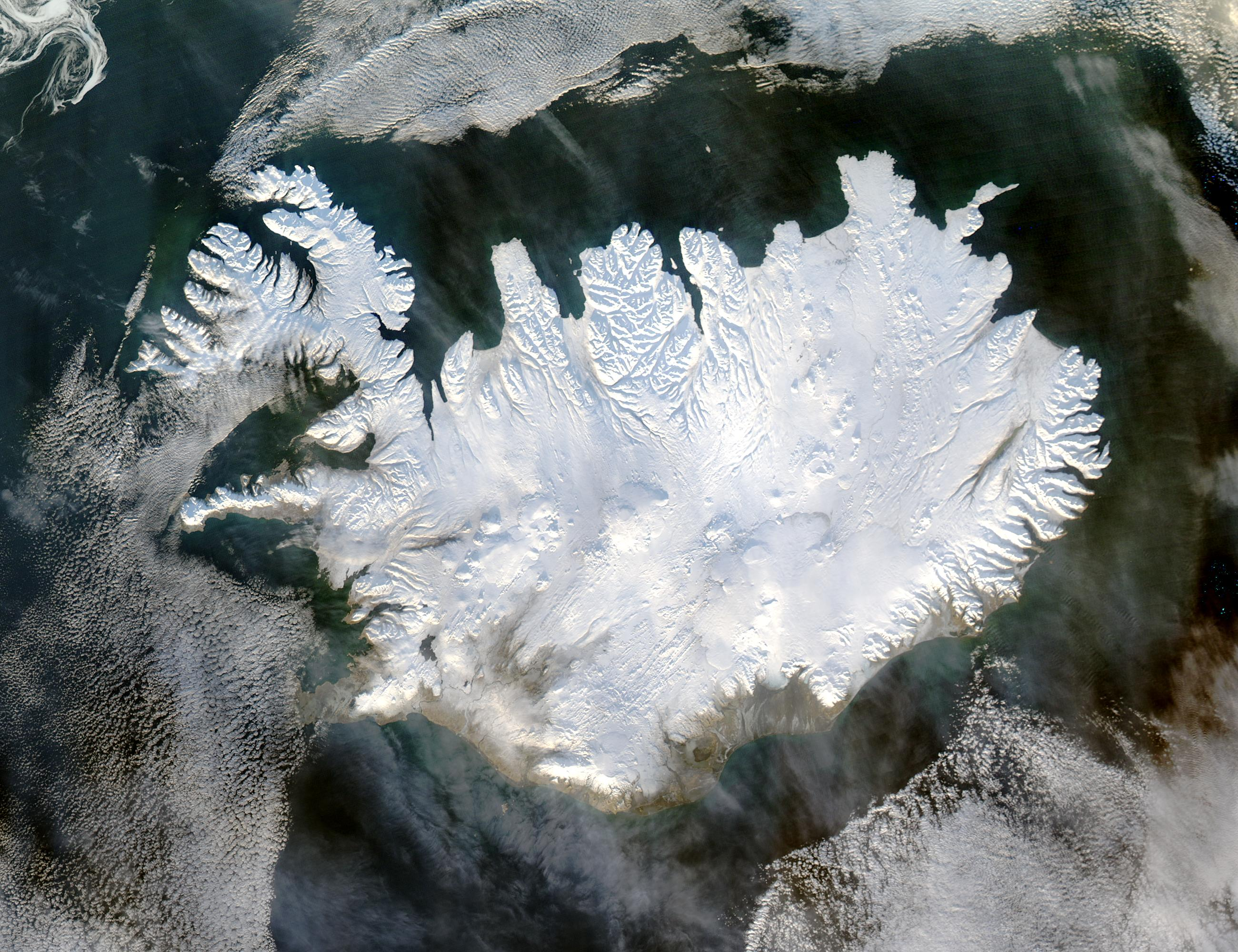
صورة أقمار صناعية ملونة حقيقية لأيسلندا في الشتاء
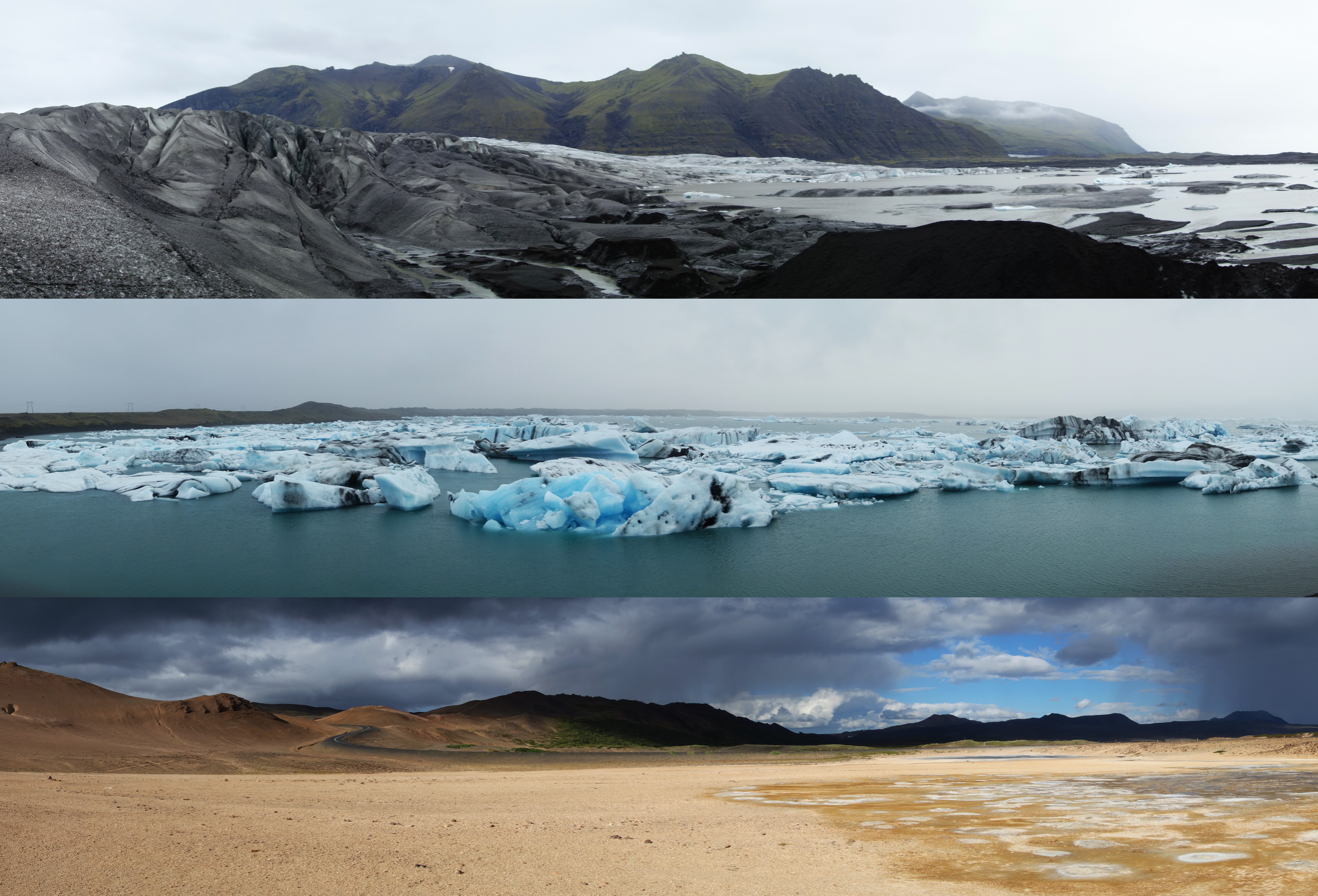
ثلاثة مناظر طبيعية أيسلندية
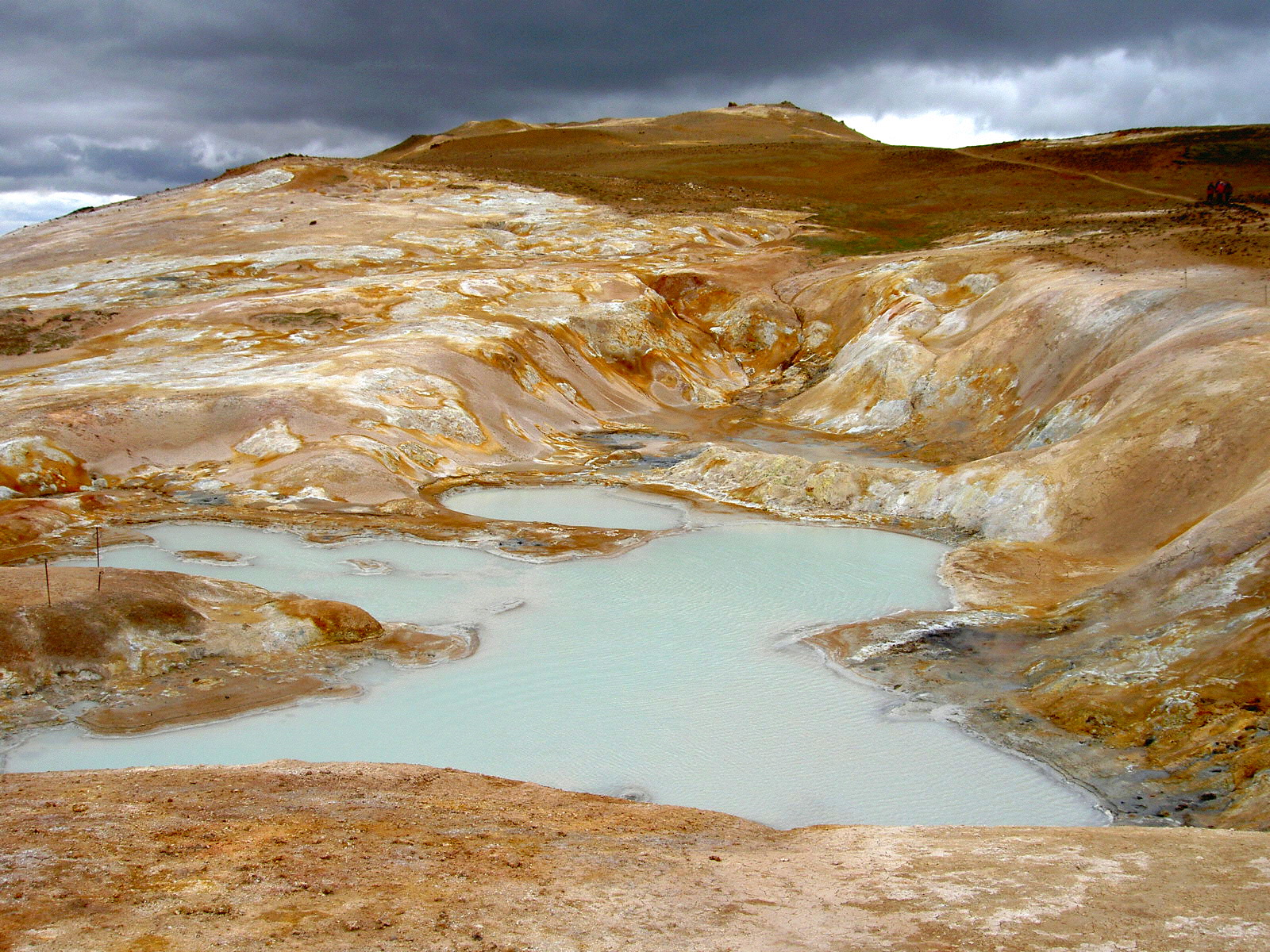
أيسلندا غنية برواسب الكبريت.
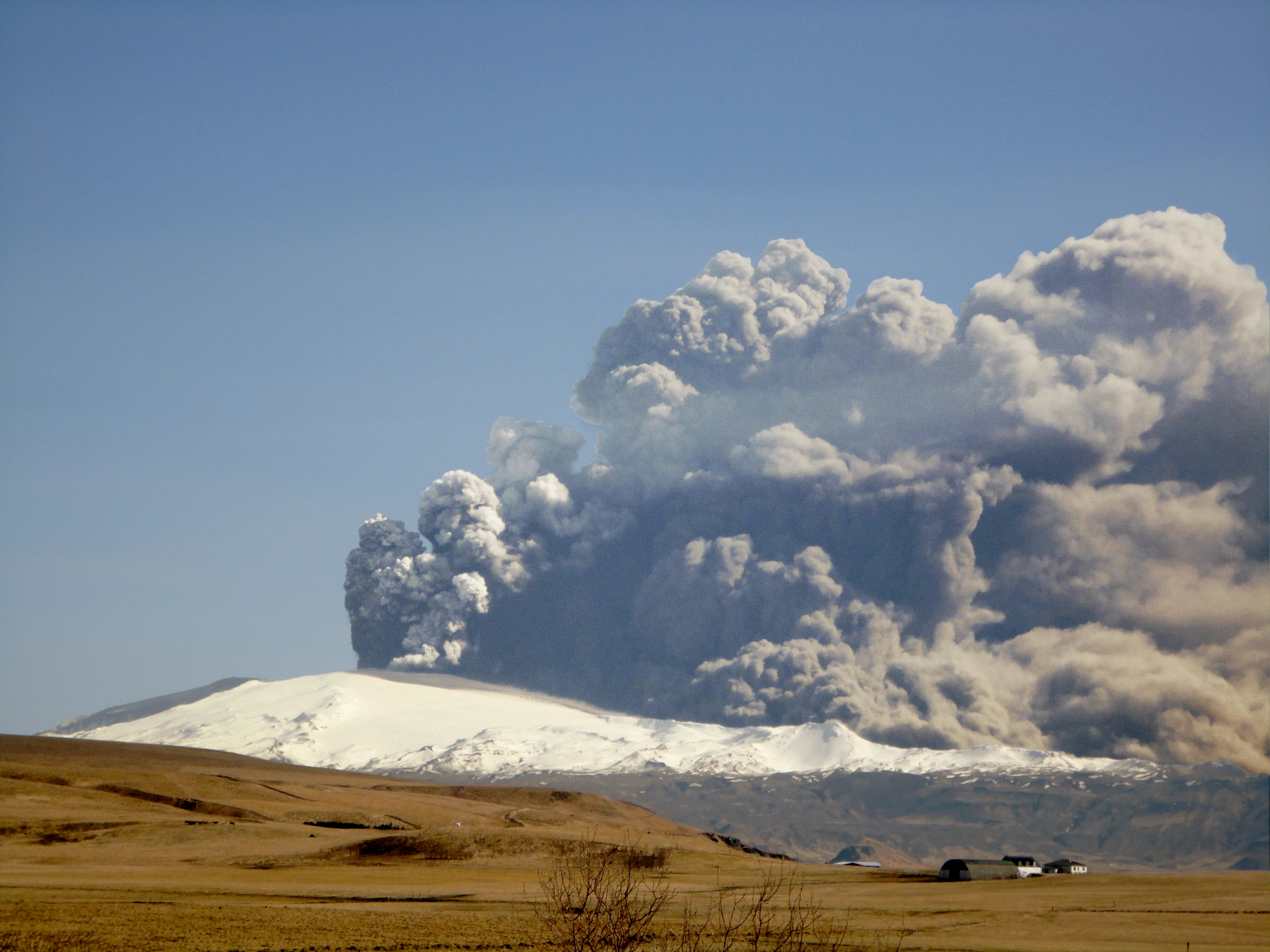
ثوران Eyjafjallajökull
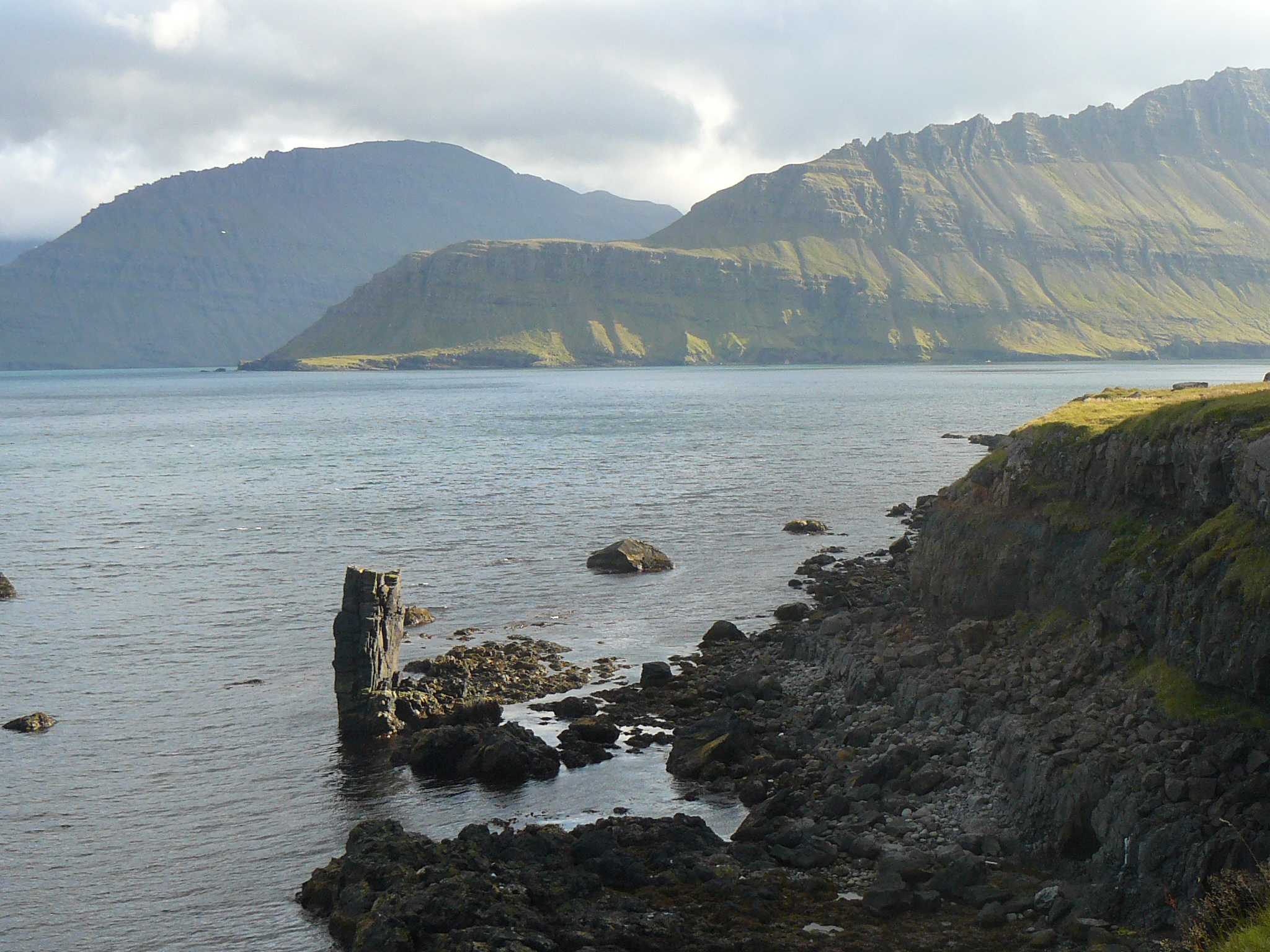
Norðfjörður
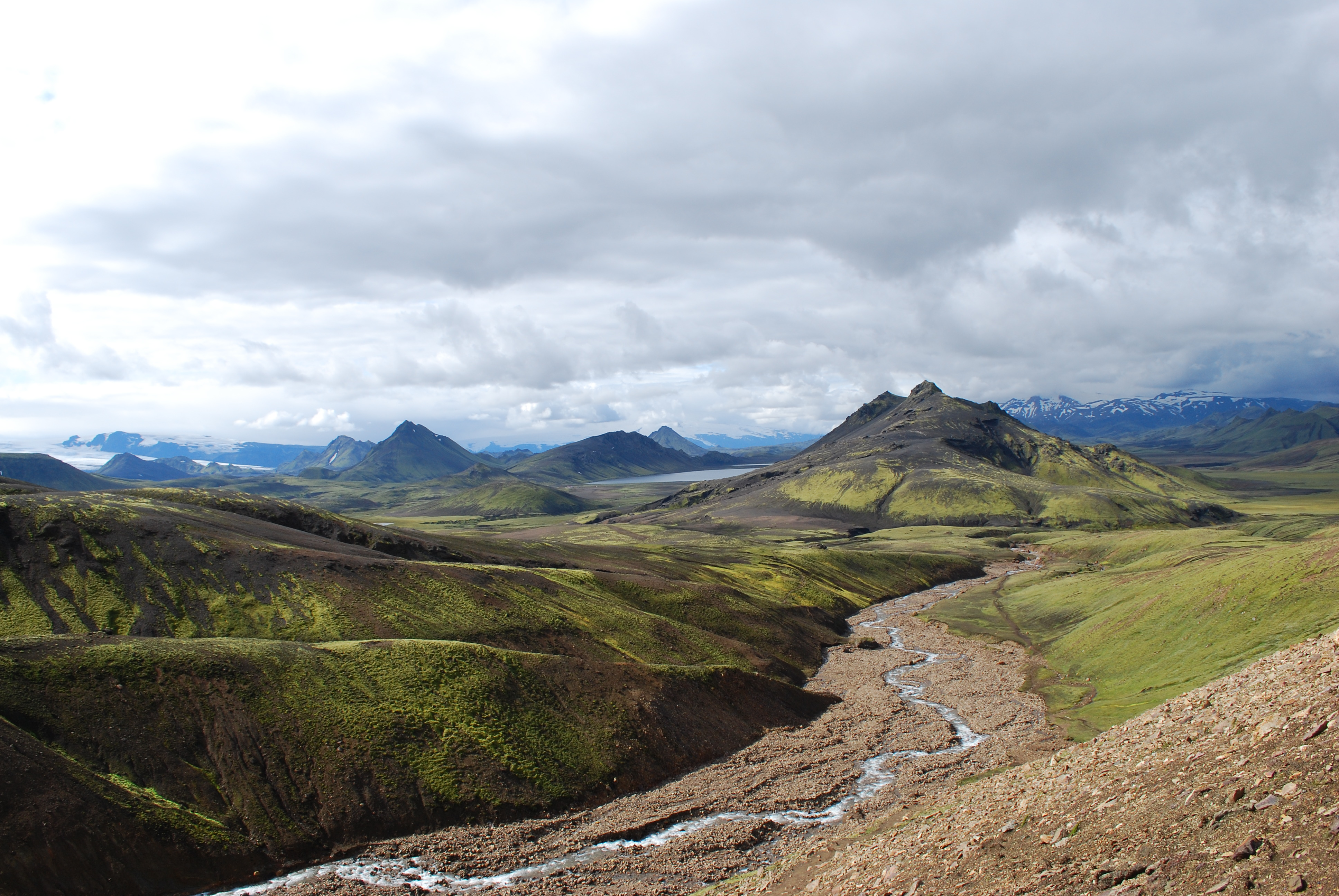
المناظر الطبيعية كما رأينا من درب Laugavegur للمشي لمسافات طويلة
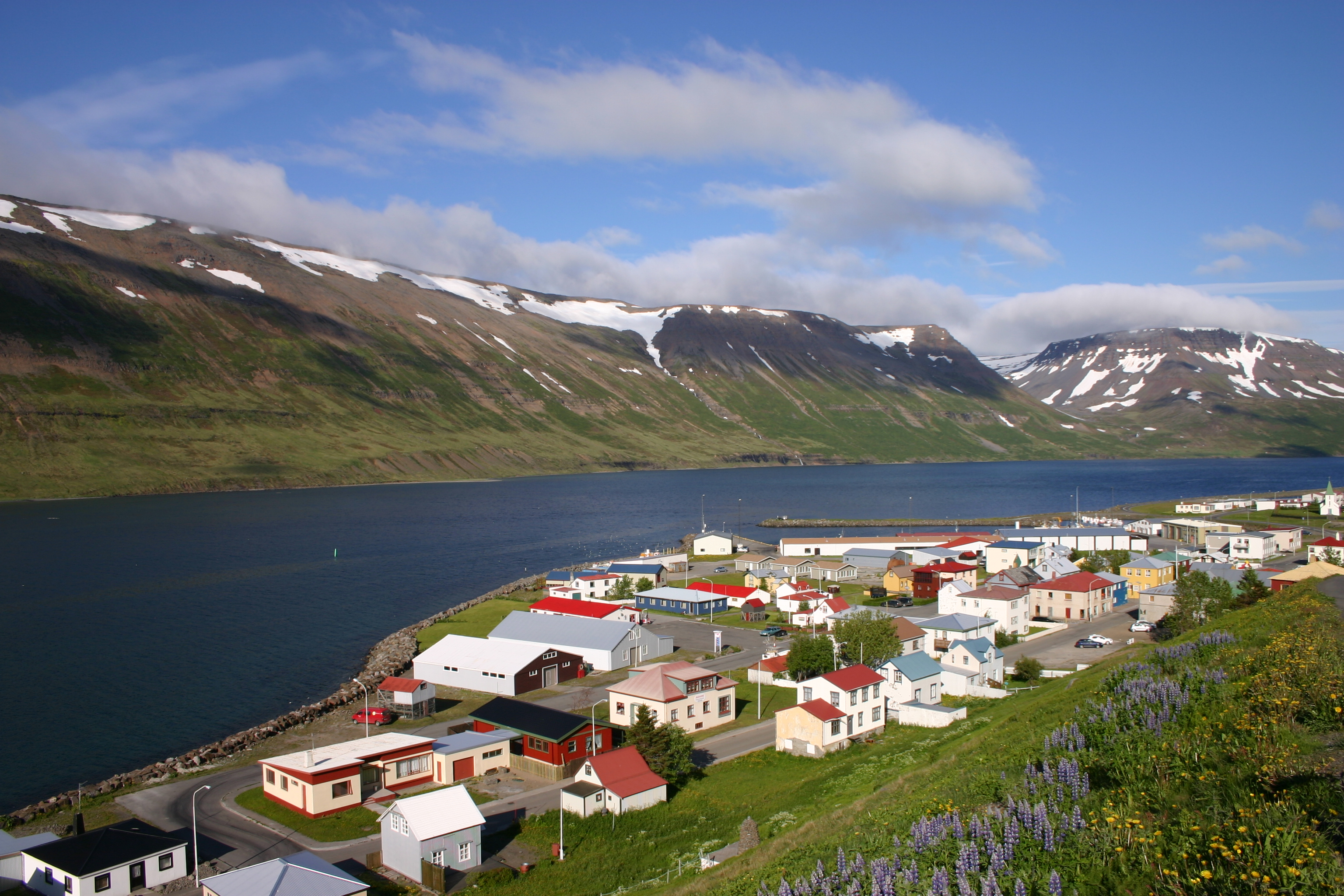
Suðureyri

## الخرائط

خريطة أيسلندا تبين المدن الرئيسية والمميزات الجغرافية
المناطق والأنظمة البركانية النشطة في أيسلندا
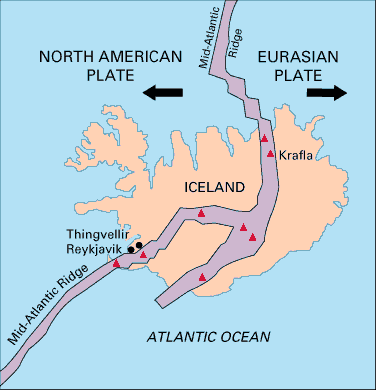
خريطة تبين التلال الوسطى الأطلسية التي تقسم أيسلندا وتفصل لوحات أمريكا الشمالية وأوروبا الآسيوية القارية
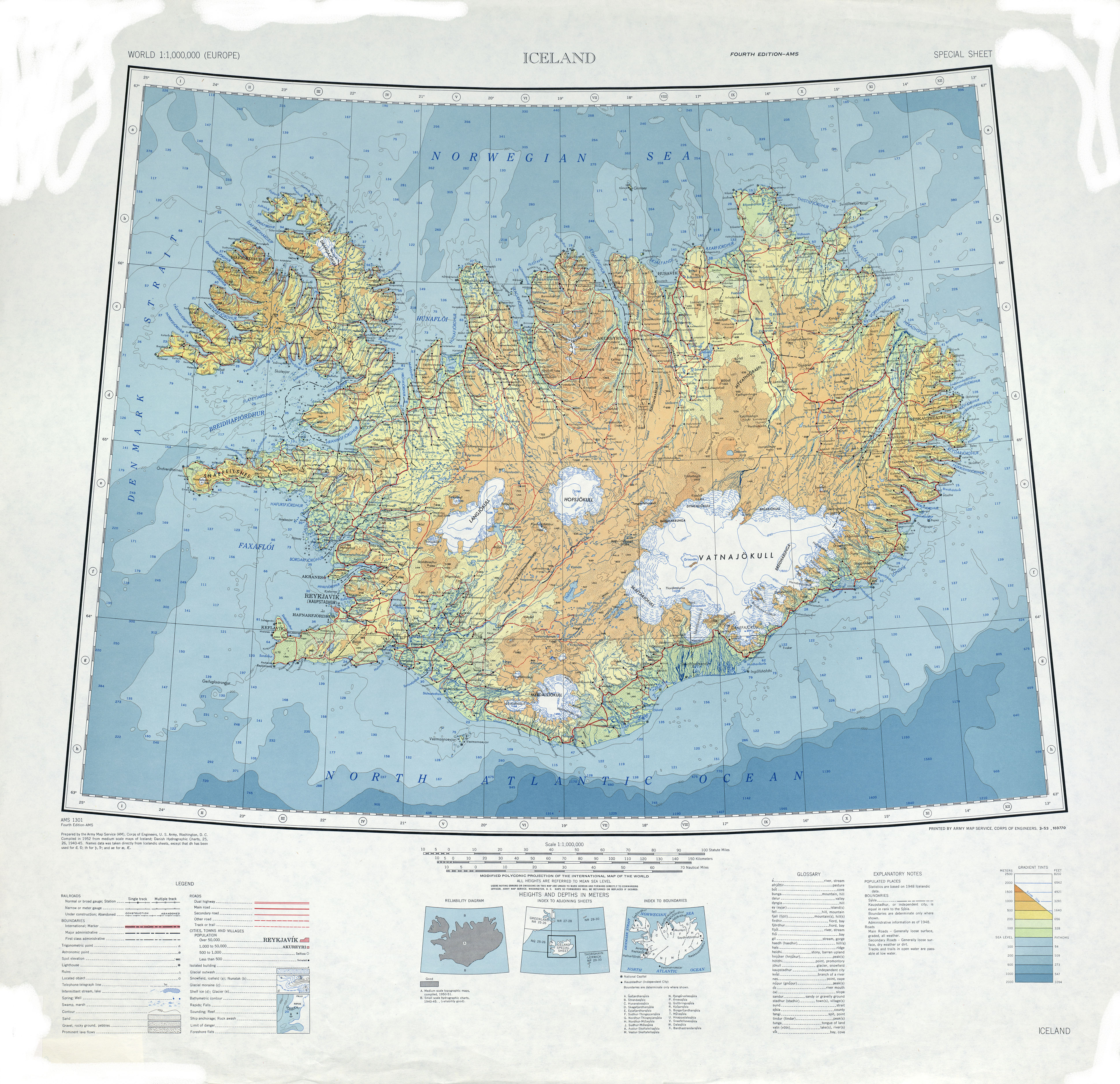
خريطة طبوغرافية لأيسلندا

## وصلات خارجية
- موقع آيسلندا الرسمي
- موقع الحكومة الآيسلندية
- صور من آيسلندا